# Саміт Басу
Саміт Басу (бенг. সমিত বসু; народився 14 грудня 1979 року) — індійський письменник-романіст, автор графічних романів, сценарист.
Басу автор таких творів, як: «Пророцтва Саймокіну», «Секрет мантикори» та «Одкровення Унваби» — що є частинами «Трилогії Ігросвіту», фентезі-трилогії, опублікованої видавництвом «Penguin Books» в Індії, молодіжного роману "Терор на «Титаніку», а також роману про супергероїв «Турбулентність», сюжет якого розгортається в Індії, Пакистані та Англії, і який був опублікований за кордоном видавництвом «Titan Books». На даний момент проживає у Делі, Індія. У липні 2014 року за кордоном вийшов сиквел роману «Турбулентність» під назвою «Протидія».

## Біографія
Басу народився 14 грудня 1979 року у родині бенгальських індусів. Зростав він у Колкаті, де спочатку навчався у середній школі Дон Боско, а пізніше отримав ступінь бакалавра економічних наук у Калькуттському окружному коледжі. Залишивши навчання в Індійському інституті менеджменту в Ахмедабаді, пізніше він продовжив отримувати освіту за напрямком підготовки «Телерадіомовлення та кінодокументалістика» в Університеті Вестмінстера у Лондоні.

## Кар'єра письменника
Басу широко відомий в Індії з 2003 року, відколи потрапив до списку 16-ти індусів, які досягли успіху до 25-ти років, опублікованому у журналі «Outlook». У 2007 році разом з іншими видатними молодими індусами, такими як Рахул Ґанді та Відья Балан, Басу був визнаний одним з найбільш «Перспективних індусів» згідно з опитуванням, проведеним Індійським бюро маркетингових досліджень та індійським журналом «The Week».
«Пророцтва Саймокіну», перший роман Басу, був створений ним у віці 22-ох років і опублікований, коли авторові виповнилося 23. Написані англійською, «Пророцтва» були видані у перекладі шведською видавничим домом «Ordbilder», а також німецькою (видавництвом «Piper Verlag»). Наступні томи трилогії — «Секрет мантикори» та «Одкровення Унваби» були випущені у 2005 та 2007 роках відповідно. «Трилогія Ігросвіту» отримала численні схвальні відгуки, а всі три її частини увійшли до списків бестселерів в Індії. У 2010 році Басу написав молодіжний роман "Терор на «Титаніку», а також роман «Турбулентність», який, нарешті, сприяв міжнародному визнанню автора.
Публікація у 2012 році в Британії роману «Турбулентність», вихід якого відзначився серією захоплених рецензій, відкрила Заходу ім'я Саміта Басу. Журнал «Wired» писав: «У „Турбулентності“ є все, що треба… Цілісний стиль письма, майстерне розкриття образів героїв, гумор, особисті втрати та чудові моменти, щоб над ними замислитися, у кожному розділі». Сайт IGN розпочав кампанію за екранізацію цього супергеройського роману у Голлівуді. Крім того, твір отримав премію «Золота бутса папи-гіка» (Geekdad Goldenbot Award) журналу «Wired» і посів друге місце у списку нових «гарячих» творів у розділі наукова фантастика сайту Amazon протягом першого тижня після свого релізу. Сайт Superheronovels.com назвав роман претендентом на звання найкращого супергеройського роману всіх часів.
Басу також є автором коміксів. Його першими проектами з компанією коміксів «Virgin Comics» були «Деві» (випуски № 3-№ 10) і «Байки Вішну Шарми» на основі «Панчатантри». Разом із Майком Кері, автором «Людей Ікс» та «Люцифера», Басу також був співавтором графічного роману «Недоторканий», і продовжував працювати над «АнХолі», епізодичною зомбі-комедією, дія якої відбувається на околицях Нью-Делі. Закриття компанії «Virgin Comics» завадило публікаціям інших проектів з кінорежисером Террі Гілліамом та поп-групою «Duran Duran». 2013-го року Басу випустив у друк «Місцевих монстрів», комікс/фентезі про шістьох монстрів-іммігрантів, що живуть у будинку в Делі, а також долучився до створення «18-ти днів Гранта Моррісона» за сюжетом «Махабхарати». Басу колумніст, кіносценарист, кінорежисер-документаліст, а також журналіст-фрилансер, який пише про подорожі, кінострічки, книги та поп-культуру. Він також веде блог, і був одним з першої хвилі популярних індійських блогерів.